# Dreigbrief-arrest
Het Dreigbrief-arrest (HR 9 februari 1971, NJ 1972/1) is een arrest van de Nederlandse Hoge Raad dat betrekking heeft op de wederrechtelijkheid als bestanddeel van de delictsomschrijving van afpersing (art. 317 Sr).

## Casus
De heer W.G.v.E. stuurt aan A.E.G. een brief waarin hij haar sommeert om ƒ 2200, te betalen die hij stelt van haar te goed te hebben. Hij voegt hier ernstige bedreigingen aan toe ten aanzien van haar man. Ook krijgt H.W. Sr. in Duitsland een brief, dat diens zoon v.E. heeft beroofd. Als H.W. Sr. hem niet spoedig DM 600 betaalt, zal hij hem "pakken".

## Rechtsvraag
Kan er sprake zijn van (het oogmerk van) wederrechtelijke bevoordeling alleen omdat het middel waarmee het voordeel wordt nagestreefd onbehoorlijk is? (Nee)

## Procesgang
Wegens genoemde brieven wordt W.G.v.E. vervolgd voor afpersing ex art. 317 Sr.:

Hij die, met het oogmerk om zich of een ander wederrechtelijk te bevoordelen, door geweld of bedreiging met geweld iemand dwingt (...) tot de afgifte van enig goed dat geheel of ten dele aan deze of aan een derde toebehoort, (...), wordt, als schuldig aan afpersing, gestraft...

Volgens de verdachte is er geen sprake van afpersing. Nu hij – naar eigen zeggen – recht had op het geld, bestond er niet het oogmerk om zich wederrechtelijk te bevoordelen en is dus niet aan de delictsomschrijving voldaan. Volgens de aanklagers was dit wel het geval, gezien de onbehoorlijkheid van het dreigen met geweld.

### Hoge Raad
De Hoge Raad beantwoordt deze vraag bevestigend:

dat het Hof (...) heeft kunnen afleiden niet alleen, dat req. [v.E.] (...) bevoordeling heeft beoogd, doch eveneens — nu hetgeen req. tot het behalen van die beoogde bevoordeling heeft verricht van zodanige aard is en op zodanige wijze is geschied, dat daaruit door het Hof kon worden afgeleid, dat req. moet hebben beseft, dat hij (ook indien hij de voormelde mening [dat hij recht had op het geld] toegedaan zou zijn geweest) de grenzen van het maatschappelijk betamelijke verkeer daarmede verre overschreed — dat req. bij een en ander heeft gehandeld met het oogmerk om zich of een ander wederrechtelijk te bevoordelen;

## Relevantie
Het Dreigbrief-arrest is met name van belang voor het leerstuk van de wederrechtelijkheid. Een gedraging kan als poging tot wederrechtelijke bevoordeling worden aangemerkt, niet alleen wanneer de bevoordeling op zichzelf wederrechtelijk zou zijn, maar ook wanneer de wijze waarop de bevoordeling wordt nagestreefd verregaand onbehoorlijk is.